# Círculo cántabro

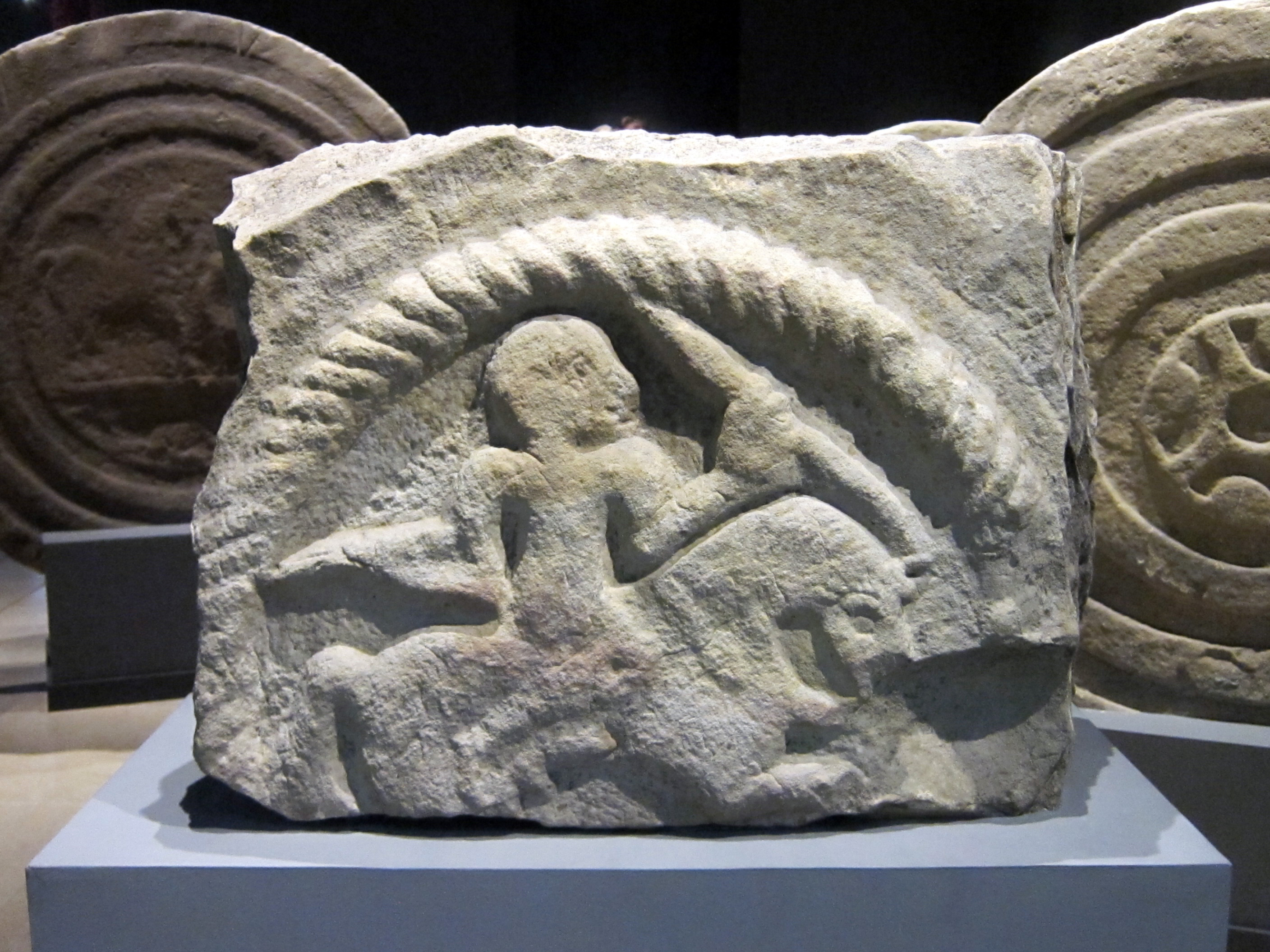
Jinete cántabro armado a caballo perteneciente a un fragmento de la estela de San Vicente de Toranzo descubierta en el castro de la Espina del Gallego.

El círculo cántabro o carga cántabra (Latín: cantabricus circulus o cantabricus impetus) era una táctica militar empleada en la antigüedad, y en menor medida durante el Medievo, por la caballería ligera.